# Suicide Is Painless
Suicide Is Painless (el suïcidi és indolor) és una cançó escrita per Johnny Mandel (compositor) i Michael Altman (lletrista). Va ser el tema musical tant per la pel·lícula com per la sèrie de televisió M*A*S*H. Mike Altman tenia 14 anys quan va escriure la lletra de la cançó .
La cançó va ser escrita específicament per a Ken Prymus, l'actor que va interpretar el soldat ras Seidman, que la va cantar durant el suïcidi de Walter "Painless Pole" Waldowski (interpretat per John Schuck) a l'escena de "l'últim sopar" de la pel·lícula. El director Robert Altman tenia dues estipulacions per la cançó de Mandel: havia de ser anomenada "Suicide Is Painless" i havia de ser la "cançó més estúpida mai escrita". Altman va intentar escriure la lletra ell mateix, però en trobar massa difícil per al seu cervell de 45 anys escriure "prou estúpid", va donar la tasca al seu fill de 14 anys, Michael, que va escriure la lletra en cinc minuts.
Altman més tard va decidir que la cançó funcionava prou bé, per utilitzar-la com el tema principal de la pel·lícula, malgrat les objeccions inicials de Mandel. Aquesta versió va ser cantada pels cantants sense acreditar de la sessió John Bahler, Tom Bahler, Ron Hicklin i Ian Freebairn-Smith i el solo va ser atribuït a "The Mash". En una aparició a The Tonight Show Starring Johnny Carson als anys vuitanta, Robert Altman va dir que mentre només va fer 70,000$ per haver dirigit la pel·lícula, el seu fill hi havia guanyat més d'1$ milions per haver co-escrit la cançó.
Diverses versions instrumentals de la cançó van ser utilitzades com el tema per la sèrie de televisió. Va esdevenir un èxit al UK Singles Chart el maig de 1980. La cançó va ser inclosa en el número 66 de la llista AFI's 100 Years...100 Songs.

## Llista de pistes
7" vinil
- Alemanya de l'oest: CBS / 5009
- Regne Unit: CBS / S CBS 8536
- ENS: JZSS / de Colúmbia 153321 [Promo]
- ENS: ZSS / de Colúmbia 153321 [alliberament original]

| 1. | «Theme from M*A*S*H (Suicide Is Painless)» | The Mash | 2:53 |

| 1. | «The M*A*S*H March» | Johnny Mandel | 1:19 |

## Gràfic de rendiment
| Gràfic (1970)                    | Millor posició |
| -------------------------------- | -------------- |
| Gràfic GfK holandès              | 3              |
| Top 40 holandès                  | 4              |
| Gràfic (1980)                    | Millor posició |
| Gràfic de Singles del Regne Unit | 1              |
| Gràfic de singles irlandès       | 1              |

## Versió de Manic Street Preachers
El grup de rock alternatiu gal·lès Manic Street Preachers va publicar una versió de "Suicide Is Painless" el 7 de setembre de 1992 com "Theme from MASH (Suicide Is Painless)". Al Regne Unit, es va fer un senzill benèfic de doble cara-A per ajudar The Spastic Society, amb The Fatima Mansions versionant "(Everything I Do) I Do It for You" de Bryan Adams a l'altre costat. Les versions de 12 "i CD del single del Regne Unit incloïen" Sleeping with the NME "- un fragment d'un documental de ràdio enregistrat a les oficines de NME capturant la reacció del personal a les fotografies de la famosa auto-mutilació del guitarrista Richey Edwards. El senzill va assolir el número 7 al UK Singles Chart passant tres setmanes al Top Ten.

## Versions enregistrades
- Grady Tate va gravar una versió de la cançó soul-jazz per al seu àlbum de 1970 After the Long Drive Home .
- Al De Lory va gravar una versió per a piano de jazz pel seu àlbum de 1970 Al De Lory Plays Song from M*A*S*H. Aquesta versió va assolir el número 7 del gràfic adult contemporany l'estiu de 1970.[9]
- Henry Mancini va gravar una versió pel seu àlbum de 1970, Mancini Plays the Theme from Love Story.
- Andre Kostelanetz va gravar una versió pel seu àlbum de 1970 Everything Is Beautiful.
- Fung Bo Bo va enregistrar una versió vocal femenina (en anglès) en un EP de Malàisia (MMI Top 21006) el 1970.
- Ahmad Jamal va gravar una versió instrumental de jazz-funk per al seu àlbum Jamalca de 1974. Aquesta versió es va incloure en algunes rellançaments de l'àlbum de la banda sonora. Jamal va gravar una altra versió del tema per al seu àlbum de 1985 Digital Works.
- Roy Ayers va gravar una versió instrumental per al seu àlbum de 1974 Change Up the Groove .
- Paul Desmond va gravar una versió instrumental per al seu àlbum de 1974 Pure Desmond.
- 101 Strings van gravar una versió pels seus àlbums de TV de 1975.
- Kerstin Forslund i Small Town Singers van llançar una versió el 1975.[10] El senzill va assolir la 17a posició a Suècia,[11] i el top 100 de les llistes d'Austràlia.
- Bobby Hutcherson va gravar una versió instrumental per a vibraphone jazz per al seu àlbum de 1975, Linger Lane, titulat "Theme from M*A*S*H".
- Norrie Paramor va gravar una versió instrumental per al seu àlbum de 1975 Radio 2 Top Tunes Vol. 3.
- Ray Conniff va gravar una versió per al seu àlbum de 1976, Theme from S.W.A.T. and Other TV Themes.
- Bill Evans va gravar una versió de trio per a piano de jazz per a You Must Believe in Spring, un àlbum llançat pòstumament el 1980, després d'haver-lo convertit en un disc bàsic dels seus grups en viu durant alguns anys. La versió d'Evans es modula a través de 4 tecles. La cançó també es grava en versió de trio de piano de jazz al CD Bill Evans Trio, gravada en directe a Buenos Aires el 1979.
- Cal Tjader va gravar una versió per al seu àlbum de 1981 The Shining Sea.
- Franck Pourcel va gravar una versió per al seu àlbum de 1982, Palmes D'or.
- Jimmy Smith va gravar una versió per al seu àlbum de 1982 Off the Top.
- Art Of Noise va realitzar una breu interpolació instrumental a la seva cançó de 1984, "A Time for Fear (Who's Afraid)", presentada a Who Is Afraid of the Art of Noise? i Daft.
- Eastern Images va gravar una versió el 1985.
- Sue Raney va gravar una versió vocal per al seu àlbum de 1988 Quietly There.
- Royal Trux va gravar una versió per al programa de ràdio de la BBC John Peel el 1993. Va ser llançat el 1997 en una recopilació Royal Trux anomenada Singles, Live, Unreleased. A la recopilació la cançó es titula "Theme from MASH ".
- Killarmy va mesclar la música com a base de la seva cançó de 1997 "5 Stars" del disc Silent Weapons for Quiet Wars.
- Edgar Cruz va gravar una versió instrumental de la cançó per al seu àlbum de 1997 Reminiscence titulada "M*A*S*H Theme".
- El 1997, Three 6 Mafia la va mesclar a la seva cançó "Will Blast", del seu àlbum Chapter 2: World Domination.
- Jay-Jay Johanson va interpretar una versió d'aquesta cançó a France Inter el 1997, després publicada en un CD promocional. El 2011 va aparèixer al seu àlbum Spellbound .
- Marilyn Manson va fer una versió per a la banda sonora de Book of Shadows: Blair Witch 2 el 2000.
- Richard Schiff va cantar una part de la cançó com un borratxo Toby Ziegler en un episodi de la temporada 5 de The West Wing titulat "The Stormy Present".
- Barði Jóhannsson i Keren Ann van gravar una versió per al seu àlbum de 2003 Lady and Bird.
- Stewie Griffin (amb veu de Seth MacFarlane) va cantar-ne una part a Stewie Griffin: The Untold Story el 2005.
- Matt Costa, cantautor de Huntington Beach, Califòrnia, EUA va fer una versió de la cançó en el seu EP de sis cançons The Elasmosaurus EP el 2005.
- Kelis fa la seva pròpia interpretació de la cançó al seu single "Lil Star" (amb Cee-Lo), llançat el 2007.
- The Drones va realitzar una versió acústica el 2008 a Triple J a Austràlia.
- Yuji Ohno va gravar una versió instrumental per al seu àlbum de 2009, Y.O. Connection.
- Amanda Lear va enregistrar una versió acústica i una altra ballable d'aquesta cançó per al seu àlbum de 2009 Brief Encounters.
- Ania Dąbrowska va gravar una versió d'aquesta cançó per al seu àlbum de 2010 Ania Movie.
- Tripod va fer una breu representació acústica del tema a la cançó "Lingering Dad". Addicionalment, algunes parts del tema van ser utilitzades posteriorment a la cançó còmica "Theme from Mash Guy" sobre un escriptor fictici en una crisi existencialista.
- Harry Allen / Jan Lundgren Quartet realitzen una versió instrumental al disc 2015 Stunt Quietly There.
- Michael Kollwitz va llançar un arranjament per al Chapman Stick[12] el 2012.
- The TV Theme Players van enregistrar la seva versió per a l'àlbum de 2014 The TV Theme Collection.
- Fairmont va llançar la seva versió d'aquesta cançó el 2018 a "Mint 400 Records Presents: At The Movies".